# Durian Jangek
Durian Jangek is een bestuurslaag in het regentschap Aceh Barat Daya van de provincie Atjeh, Indonesië. Durian Jangek telt 318 inwoners (volkstelling 2010).